# Karen Forkel
Karen Forkel, född den 24 september 1970, är en tysk före detta friidrottare som tävlade i spjutkastning. Fram till och med 1990 representerade hon Östtyskland.
Forkels främsta merit är att hon blev silvermedaljör vid VM 1993 och bronsmedaljör vid Olympiska sommarspelen 1992. Hon blev även två gånger silvermedaljör vid EM (både 1990 och 1994). Hon deltog även vid Olympiska sommarspelen 1996 där hon slutade på sjätte plats.

## Personliga rekord
- Spjutkastning - 65,17 meter (med det äldre spjutet kastade hon 70,20 meter)